# Víctor Salvador
Victoriano Salvador Salvador (Castellón de la Plana, España, 4 de abril de 1964) es un exfutbolista español que se desempeñaba como centrocampista.

## Clubes
| Club             | País   | Año       |
| ---------------- | ------ | --------- |
| C. D. Castellón  | España | 1981-1991 |
| Villarreal C. F. | España | 1992-1993 |